# Santa Cruz (Río)
Santa Cruz es una aldea situada en la parroquia de Villardá, del municipio español de Río, en la provincia de Orense, Galicia.

## Demografía
| Gráfica de evolución demográfica de Santa Cruz entre 2000 y 2023 |
|                                                                  |
| Datos según el nomenclátor publicado por el INE.                 |